# Katarzyna Gondek
Katarzyna Gondek (ur. 1982 w Kłodzku) – polska autorka filmów, poetka i pisarka.

## Życiorys
Absolwentka filmoznawstwa Uniwersytetu Adama Mickiewicza i kursu dokumentalnego w Mistrzowskiej Szkole Reżyserii Filmowej Andrzeja Wajdy. Wyróżniona nagrodą WARTO wrocławskiej „Gazety Wyborczej” w 2014 roku w kategorii filmu. Jej krótkometrażowe filmy Figura i Dear Boy pokazywane były na festiwalu w Sundance.
Katarzyna Gondek w 2015 roku była nominowana do Nagrody – Stypendium im. Stanisława Barańczaka (Poznańska Nagroda Literacka). Nominowana do Nagrody Literackiej dla Autorki Gryfia 2016 za książkę Otolit.

## Wybrana filmografia
- 2010: Niewidzialni[4]
- 2011: Miasteczko[5]
- 2012: Przemiany[6]
- 2013: Hosanna[7]
- 2013: Miłosz[8][9]
- 2013: Najwyższy[10]
- 2015: Figura[11]
- 2017: Deer Boy[12]

## Książki
proza:
- Horror Vacui (Świat Książki, Warszawa 2013, ISBN 978-83-7943-216-5)
- Otolit (Świat Książki, Warszawa 2015, ISBN 978-83-794-3791-7).

poezja:
- Splątania (Forma, Szczecin 2015, ISBN 978-83-63316-90-7)

antologie:
- Bękarty Wołgi (Ha!art, Kraków 2014, ISBN 978-83-64057-58-8)